# Parapadna zonophora
Parapadna zonophora là một loài bướm đêm trong họ Noctuidae.